# 天神駅 (東京都)
天神駅（てんじんえき）は、かつて東京都墨田区に存在した東武鉄道亀戸線の駅（廃駅）。

## 歴史
- 1904年（明治37年）4月5日 - 曳舟駅 - 亀戸駅間の開業に合わせて中間駅として開業[1]。
- 1905年（明治38年）7月15日 - 営業休止[1]。
- 1908年（明治41年）4月4日 - 廃止[1]。
- 1925年（大正14年）9月4日 - 再開業[1]。
- 1945年（昭和20年）3月10日 - 東京大空襲により被災。
- 1956年（昭和31年）10月31日 - 営業休止[1]。
- 1957年（昭和32年）5月20日 - 廃止[1]。

### 駅名の由来
東京都江東区亀戸（駅開業時は東京府南葛飾郡亀戸町）にある亀戸天神社に由来する。ただ、当駅から亀戸天神社までは直線距離で約1キロメートルあり、徒歩にておよそ20分ほど要した。

## 隣の駅
東武鉄道
亀戸線
小村井駅 - 天神駅 - 十間橋通駅